# LE
LE представляет собой текстовый редактор, интерфейс которого напоминает встроенный редактор файлового менеджера Norton Commander, однако у LE имеется множество дополнительных функций:
- прямоугольные выбор, копирование, вставка (имеется возможность переключать тип блока)
- поиск и замена с применением регулярных выражений
- фильтрация содержимого блока при помощи внешней программы
- линейные многоуровневые отмена и повтор действий
- настраиваемые меню
- цветная синтаксическая подсветка (с применением регулярных выражений во внешнем файле)
- поддержка символов UTF-8, основанная на параметрах локали
- рисование с применением символов псевдографики
- настраиваемые таблицы символов для различных типов терминалов
- режим шестнадцатеричного редактирования
- редактирование устройств и файлов, отображенных на память, в режиме замены
- диалог выбора файла (по аналогии с Turbo C)

Программа использует библиотеку ncurses для отображения, возможно применение манипулятора «мышь». Имеется встроенная таблица соответствия клавиш для xterm, rxvt и нескольких других менее известных типов терминалов.

## История
Как указано вZxZx файле HISTORY в исходниках программы,
Александр Лукьянов начал проект в 1993 году в качестве лабораторной работы, учась на первом курсе Ярославского государственного университета и используя компьютер BESTA. Впоследствии приложение было практически полностью переписано автором на C++ и опубликовано в 1997 году под лицензией GPL.